# Chthonius herbarii
Chthonius herbarii är en spindeldjursart som beskrevs av Volker Mahnert 1980. Chthonius herbarii ingår i släktet Chthonius och familjen käkklokrypare. Inga underarter finns listade i Catalogue of Life.